# Batouryn
Batouryn (en ukrainien : Батурин) ou Batourine (en russe : Батурин) est une petite ville de l'oblast de Tchernihiv, en Ukraine. Sa population s'élevait à 2 652 habitants en 2014.

## Géographie
Batouryn est arrosée par la rivière Seïm et se trouve à 111 km à l'est de Tchernihiv. Elle fait partie du raïon de Nijyn.

## Histoire
Batouryn connaît une première heure de gloire en devenant la capitale de l'hetmanat cosaque en 1669. Sa prospérité culmine à la fin du XVIIe siècle, sous l'hetman Ivan Mazeppa. En 1708, cependant, pendant la Grande guerre du Nord opposant les Suédois et leurs alliés cosaques aux Russes, la ville est complètement détruite et Pierre le Grand transfère la capitale à Hloukhiv. De 1750 à 1764, Batouryn redevient capitale de l'hetmanat et le comte Razoumovski, le dernier hetman cosaque, y fait construire plusieurs édifices baroques. La bourgade tombe ensuite dans l'oubli, tandis que l'Ukraine passe pour deux siècles dans l'Empire russe, puis en république socialiste soviétique d'Ukraine. Depuis l'indépendance ukrainienne, en 1991, Batouryn redevient un des hauts lieux de l'histoire du pays et un important programme de restauration de son patrimoine est mis en œuvre avec la création de la réserve historique et culturelle nationale Capitale de l'Hetmanat. Le 22 janvier 2009, le président ukrainien de l'époque, Viktor Youchtchenko, inaugure le complexe monumental dédié aux hetmans dans le palais Razoumovski restauré.

## Population
Recensements (*) ou estimations de la population :
| 1959* | 1970* | 1979* | 1989* | 2001* |
| ----- | ----- | ----- | ----- | ----- |
| 3 556 | 3 793 | 3 652 | 3 920 | 3 078 |

| 2010  | 2011  | 2012  | 2013  | 2014  |
| ----- | ----- | ----- | ----- | ----- |
| 2 800 | 2 758 | 2 705 | 2 716 | 2 652 |

## Lieux d'intérêt
On y voit le palais Razoumovski, chef-d'œuvre de Charles Cameron construit pour Kirill Razoumovski et peint par Lev Lagorio, la Capitale de l'Hetmanat , réserve naturelle et historique, le musée d'archéologie de Batouryn.

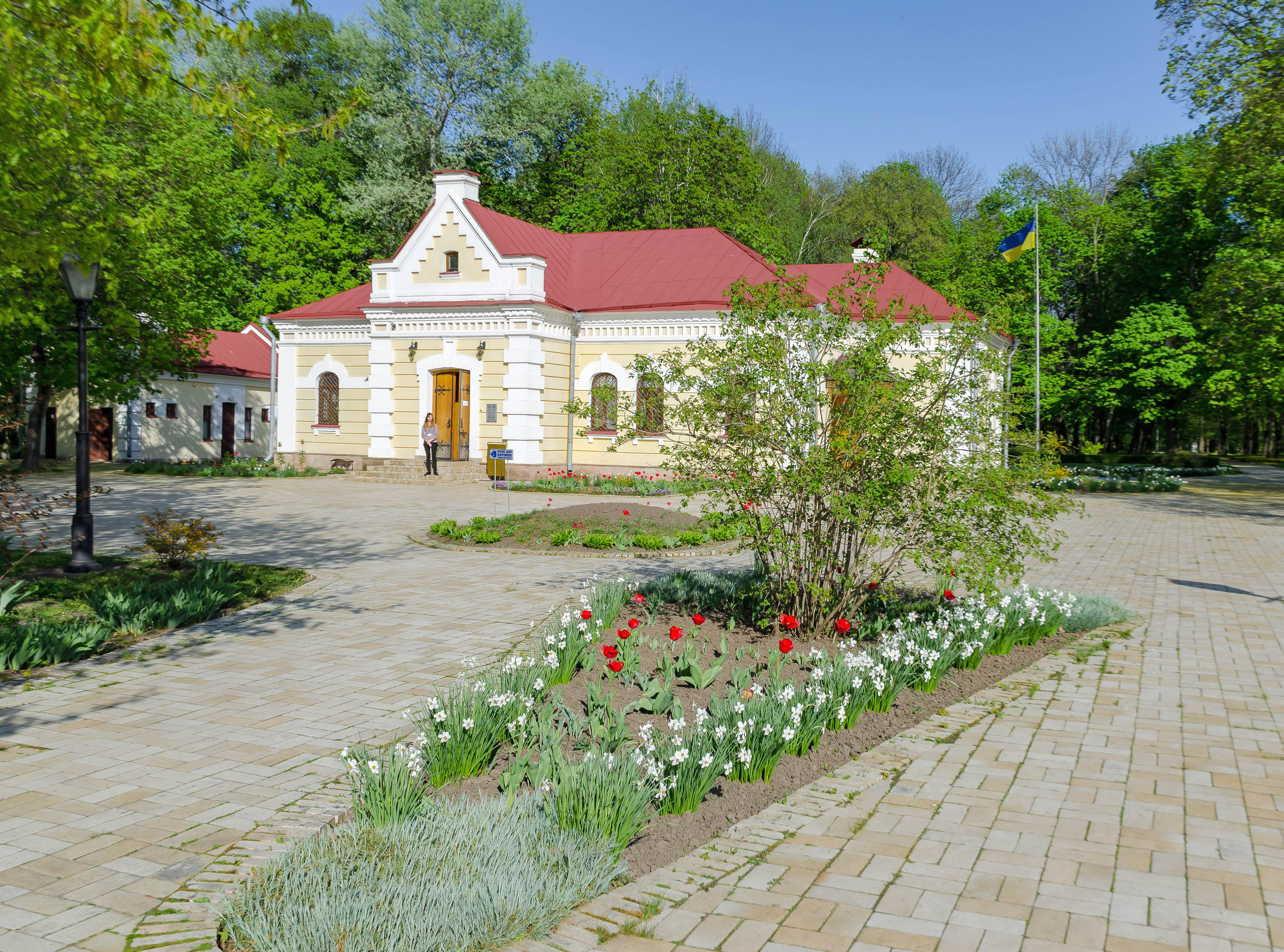
musée Kotchoubeï, classé[5],
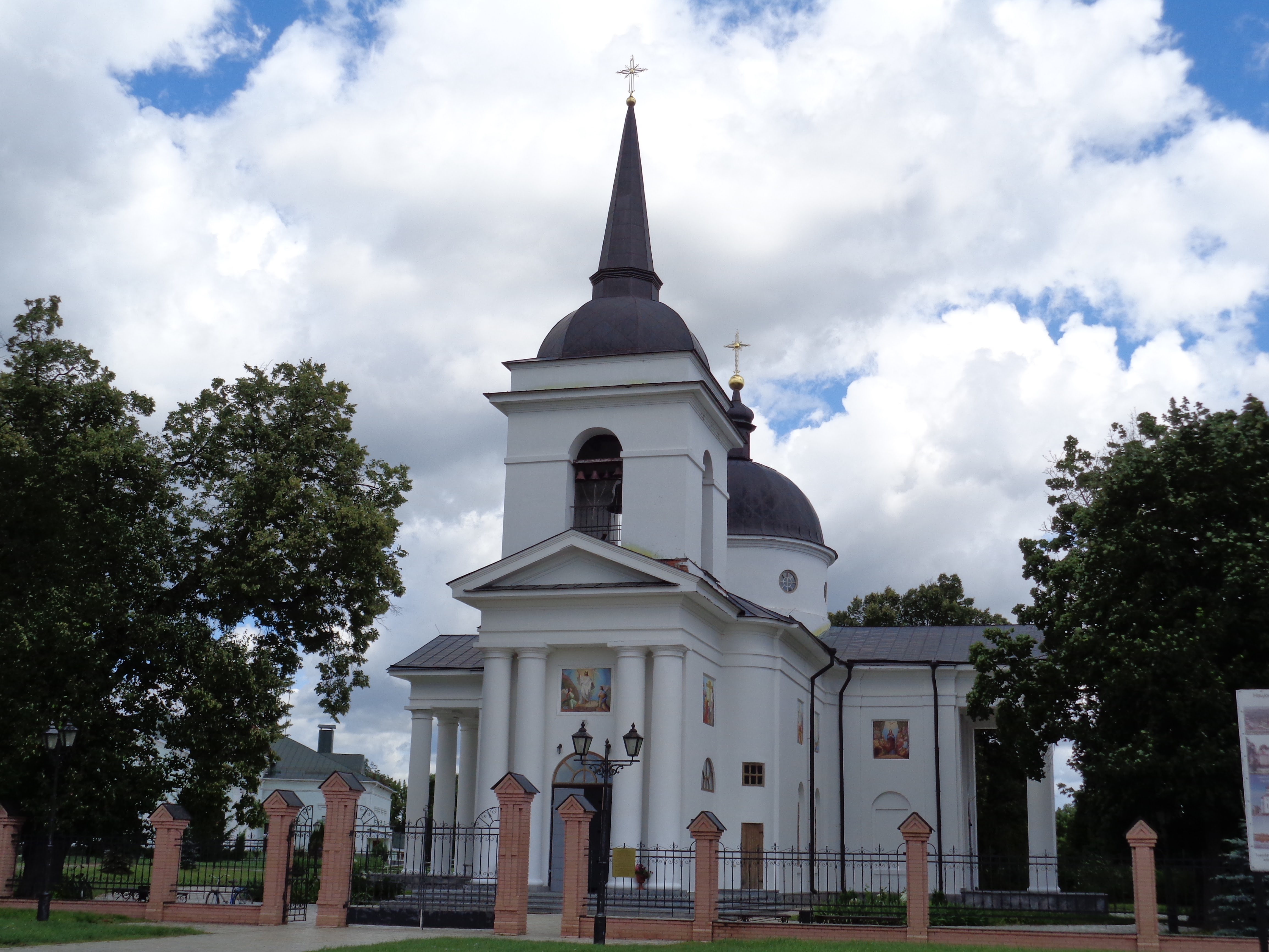
église, classée[6].